# Trąbki Wielkie (gromada)
Trąbki Wielkie – dawna gromada, czyli najmniejsza jednostka podziału terytorialnego Polskiej Rzeczypospolitej Ludowej w latach 1954–1972.
Gromady, z gromadzkimi radami narodowymi (GRN) jako organami władzy najniższego stopnia na wsi, funkcjonowały od reformy reorganizującej administrację wiejską przeprowadzonej jesienią 1954 do momentu ich zniesienia z dniem 1 stycznia 1973, tym samym wypierając organizację gminną w latach 1954–1972.
Gromadę Trąbki Wielkie z siedzibą GRN w Trąbkach Wielkich utworzono – jako jedną z 8759 gromad na obszarze Polski – w powiecie gdańskim w woj. gdańskim na mocy uchwały nr 16/III/54 WRN w Gdańsku z dnia 5 października 1954. W skład jednostki weszły obszary dotychczasowych gromad Gołębiewo, Kaczki, Kleszczewo i Trąbki Wielkie ze zniesionej gminy Trąbki Wielkie w tymże powiecie. Dla gromady ustalono 15 członków gromadzkiej rady narodowej.
1 stycznia 1958 do gromady Trąbki Wielkie włączono obszar zniesionej gromady Kłodawa (bez wsi Żukczyn) w tymże powiecie.
1 stycznia 1960 do gromady Trąbki Wielkie włączono obszar zniesionej gromady Elganowo w tymże powiecie.
Gromada przetrwała do końca 1972 roku, czyli do kolejnej reformy gminnej. 1 stycznia 1973 w powiecie gdańskim w woj. gdańskim reaktywowano zniesioną w 1954 roku gminę Trąbki Wielkie (od 1999 w woj. pomorskim).